# Rigmor Olsen
Agnete Olsen (Frederiksberg, 12 gennaio 1907 – Comune di Roskilde, 9 gennaio 1994) è stata una nuotatrice danese.
Ha partecipato ai Giochi di Amsterdam 1928, gareggiando nella Staffetta 4x100m sl, assieme alla sorella Agnete Olsen.